# Iglesia de San Esteban (Hijona)
La iglesia de San Esteban es un edificio situado en el concejo español de Hijona, en la provincia de Álava.

## Descripción
El edificio se encuentra en el concejo español de Hijona, del municipio de Elburgo, perteneciente a la provincia de Álava, en la comunidad autónoma del País Vasco. Se menciona como iglesia parroquial del lugar en el noveno volumen del Diccionario geográfico-estadístico-histórico de España y sus posesiones de Ultramar de Pascual Madoz, donde aparece descrita con las siguientes palabras: «igl. parr. (San Estéban), servida por un beneficiado perpétuo». En el tomo de la Geografía general del País Vasco-Navarro dedicado a Álava y escrito por Vicente Vera y López, se dice lo siguiente: «Su parroquia, dedicada á San Esteban protomártir, es de categoría rural de segunda clase y pertenece al arciprestazgo de Alegría».